# Giovanni Tedesco
Giovanni Tedesco (Palermo, 13 maggio 1972) è un dirigente sportivo, allenatore di calcio ed ex calciatore italiano, di ruolo centrocampista, tecnico dello Gżira Utd.

## Biografia
Palermitano, è cresciuto nel quartiere Pallavicino.
È il fratello maggiore di Giacomo, anche lui calciatore.
Ha anche un altro fratello maggiore, Salvatore, pure lui interessatosi al calcio ma che non ha raggiunto il livello degli altri due, e una sorella, anche lei allenatrice di calcio. Venne affettuosamente chiamato "Giovannino" da una parte della tifoseria palermitana.
Dal 2009 fa parte dell'azienda Pikà insieme all'ex compagno di squadra Fabrizio Miccoli.
Il 2 settembre 2010 è stato insignito della Benemerenza Civica dalla provincia regionale di Palermo, riconoscimento assegnato a comuni cittadini che hanno conseguito ottimi risultati durante la loro vita.

## Caratteristiche tecniche

### Giocatore
Era un centrocampista dalle buone doti realizzative (grazie alla sua capacità di inserirsi tra le linee), nonostante sia alto solo 1,70 m era molto abile nei colpi di testa. Si distingueva anche per la sua grinta che lo portava a correre senza mai risparmiarsi.

## Carriera

### Giocatore

#### Gli inizi, Perugia e Genoa
Muove i suoi primi passi nel calcio professionistico fra le file della Reggina in Serie B e poi per due stagioni in Serie C1.
Passa nel 1993 alla Fiorentina dove disputa un buon campionato fra i cadetti prima dell'esordio in massima divisione nel campionato 1994-1995. Dopo altre tre stagioni in Serie B con Foggia e Salernitana, nell'ottobre 1998 si trasferisce al Perugia.

Tedesco in azione al Perugia nel precampionato 2000-2001

Con gli umbri disputa sei stagioni guadagnandosi dapprima la fascia di capitano e in seguito, nel 2003, aiutando la squadra biancorossa a conquistare la Coppa Intertoto UEFA, segnando anche un gol nella finale di ritorno contro il Wolfsburg.
Lasciata la società nel gennaio 2004, passa al Genoa, ma non si integra immediatamente nei piani della squadra rossoblù. Le cose cambiano quando al posto di Luigi De Canio viene scelto come allenatore Serse Cosmi, suo maestro a Perugia.
Resta sempre in difesa, anche se riesce a segnare 8 gol, cosa che non gli riusciva dall'annata 2000-2001 nel Perugia, in Serie A. Nell'estate 2005 decide di rimanere a Genova nonostante la squadra venga retrocessa d'ufficio in Serie C1, dopo l'annullamento della promozione in Serie A, divenendone capitano.

#### Palermo
Il 31 gennaio 2006 lascia Genova per trasferirsi al Palermo, squadra della sua città. In quello stesso campionato colleziona 14 presenze coronate da 3 marcature, compresa quella del momentaneo raddoppio nel successo 3-1 sulla Lazio, alla sua prima apparizione al Barbera. Con il Palermo gioca anche i sedicesimi di finale della Coppa UEFA contro lo Slavia Praga e gli ottavi di finale contro lo Schalke 04.
Nella stagione 2006-2007 colleziona in campionato 26 presenze e altre 3 reti, tra cui quella nel derby siciliano contro il Catania; si ripete inoltre in Coppa UEFA con un gol siglato al Celta Vigo nel girone eliminatorio. Nell'annata seguente si segnala per la rete al Napoli, in una gara terminata 2-1 per il Palermo, ma è una stagione dove trova poco spazio in campionato e ancor di meno ne trova nel biennio successivo, dov'è impiegato quasi mai da titolare anche a causa di vari infortuni.
Un'inversione di tendenza pare arrivare nell'estate 2009, con la fiducia accordatagli dal nuovo tecnico Walter Zenga in avvio di campionato, finché nell'allenamento di rifinitura del 12 settembre si infortuna gravemente rimediando la frattura del malleolo peroneale. Torna in campo a quasi sette mesi di distanza, subentrando a Nicolás Bertolo all'81' della trasferta di Serie A contro il Genoa (2-2); scende in campo anche nell'ultima partita della stagione, il 16 maggio 2010 sul terreno dell'Atalanta, procurandosi il calcio di rigore poi trasformato da Edinson Cavani che sancisce in zona Cesarini la vittoria per 2-1 dei rosanero. Chiude l'anno con appena 4 presenze in campionato, il bottino meno corposo della sua esperienza rosanero, penalizzato anche dalla gerarchia del subentrante allenatore Delio Rossi.
Pochi giorni dopo la fine del campionato annuncia il ritiro dall'attività agonistica. In carriera ha totalizzato complessivamente 258 presenze e 34 reti in Serie A e 205 presenze e 18 reti in Serie B.

### Allenatore e dirigente

#### Gli esordi dirigenziali
La carriera dirigenziale, come da lui auspicato, gli viene proposta dall'allora presidente rosanero Maurizio Zamparini già nel 2009, sicché il 6 luglio 2010 è nominato team manager del Palermo.

#### Il passaggio in panchina
Il 18 aprile 2011 ha conseguito l'abilitazione per la qualifica di allenatore del settore giovanile con il massimo dei voti. Il suo primo incarico su una panchina è stata l'esperienza con gli Allievi del Palermo a partire dal 14 settembre 2011, a seguito della "promozione" di Antonio Capodicasa a tecnico della Primavera che a sua volta ha sostituito Devis Mangia approdato in prima squadra dopo l'esonero di Stefano Pioli.
Il 26 giugno 2012 viene ufficializzato il suo addio al Palermo. Il giorno seguente diventa allenatore del Foligno, in Lega Pro Seconda Divisione, col suo staff formato da Mirko Barbetta come vice, Stefano Raponi come preparatore dei portieri e il professor Antonio Romagnolo come preparatore atletico, con cui ha già lavorato nell'annata trascorsa agli Allievi dei rosanero. Il 24 settembre seguente, all'indomani della sconfitta interna con il Pontedera (la quarta in sei partite ufficiali), lascia la squadra dopo il raggiungimento di un accordo consensuale con la società.
Dopo un periodo come commentatore di Umbria TV per le telecronache delle partite del Perugia, Il 7 marzo 2013 diventa collaboratore del dirigente Giorgio Perinetti a seguito del ritorno di quest'ultimo nei ranghi societari del Palermo durante la stagione 2012-2013.
L'11 luglio 2013 si è laureato campione d'Italia UISP con il Gruppo Sportivo Sassonia.

#### Floriana e Birkirkara
Il 6 aprile 2014 viene assunto come allenatore del Floriana, squadra della prima divisione maltese del presidente Riccardo Gaucci, figlio di Luciano che era il presidente del Perugia quando Tedesco giocava nella squadra umbra. Chiude il campionato al quinto posto.
Il 31 maggio 2015 diventa il nuovo tecnico del Birkirkara. Viene eliminato nei preliminari di Europa League dal West Ham United. Il 10 dicembre dopo aver perso nei giorni precedenti il primato in campionato rescinde consensualmente il contratto che lo legava al club maltese.

#### Palermo e ritorno al Floriana
Il 25 gennaio 2016 è nominato nuovo allenatore del Palermo in attesa che il tecnico Guillermo Barros Schelotto possa essere tesserato dal club rosanero. Esordisce alla ventiduesima giornata a Modena (Carpi Palermo 1-1); perde poi contro il Milan (0-2) e pareggia contro il Sassuolo (2-2). Il 10 febbraio viene sostituito da Giovanni Bosi rimanendo tuttavia nello staff tecnico come vice-allenatore fino al 15 febbraio quando ritorna Beppe Iachini con tutto il suo staff. Dal 10 marzo fa di nuovo parte dello staff come collaboratore tecnico di Walter Novellino prima e di Davide Ballardini poi.
Il 15 giugno dello stesso anno viene annunciato il suo ritorno ai maltesi del Floriana. Il 4 dicembre 2017, nonostante i 12 risultati utili nelle ultime 13 partite disputate, rassegna le dimissioni.

#### Esperienze maltesi
Sul finire del maggio 2018, Tedesco diviene allenatore dell'Ħamrun Spartans, società che la stagione prima aveva in rosa i connazionali Davide Succi e Cristian Zaccardo. Dopo aver portato il club al quarto posto in campionato, si dimette dal club dopo solo un anno, nel maggio 2019, accordandosi poco dopo con lo Gżira Utd. L'esordio alla guida della nuova squadra avviene in occasione del turno preliminare di Europa League, nel quale Tedesco riesce a condurre i suoi a un insperato passaggio del turno, eliminando i più quotati avversari dell'Hajduk Spalato. Nonostante lo storico risultato, nel gennaio 2020 viene sollevato dall'incarico alla guida della squadra, in quel momento in quarta posizione in campionato.
Dopo meno di un mese dalla fine della sua avventura alla guida dei Maroons, Tedesco viene nominato, nel febbraio 2020 allenatore del Valletta. Esordisce alla guida della nuova squadra il 21 febbraio 2020, ottenendo una vittoria per 1-0 proprio contro la compagine che aveva allenato fino a un mese prima. Resta alla guida dei Citizens fino alla conclusione anticipata del campionato a causa dell'emergenza dovuta alla pandemia di COVID-19 a Malta. Pochi giorni dopo aver annunciato la sua volontà di rinnovare il contratto per un altro anno, alcuni contrasti circa l'assunzione di un nuovo preparatore atletico lo portano a rifiutare l'offerta del club della capitale; nel giugno 2020 resta così senza squadra.

#### Al-Bataeh, Sirens e Ras Al Khaimah
Il 2 ottobre 2020 firma per l'Al-Bataeh, squadra militante in UAE Division 1, la seconda divisione calcistica degli Emirati Arabi Uniti. Dopo poco più di due mesi e senza nessuna partita disputata rescinde tuttavia il contratto con la compagine emiratina e fa ritorno nel campionato maltese, accordandosi con il Sirens, dove resterà fino al maggio 2021. Nell'agosto dello stesso anno approda negli Emirati Arabi Uniti per sedersi sulla panchina del Ras Al Khaimah; l'esperienza emiratina dura tuttavia appena 45 giorni poiché il successivo 20 settembre, causa mancati introiti finanziari, il club non si iscrive al campionato.

#### Ritorno a Malta: St. Lucia e Birkirkara
Rimasto senza squadra, il 26 gennaio 2022 accetta l'offerta del St. Lucia per subentrare sulla panchina del club maltese; conduce il club per la prima volta alle semifinali di Coppa di Malta ma non riesce ad evitare la retrocessione dalla massima serie.
Al termine del campionato, nel maggio 2022 fa ritorno al Birkirkara. Nella stagione seguente porta la squadra a chiudere il campionato al secondo posto e alla vittoria della Coppa di Malta. Si dimette il 27 novembre 2023, con la squadra al settimo posto in classifica.

#### Al-Mesaimeer e ritorno a Gżira
Il 22 giugno 2024 Tedesco si accorda con l'Al-Mesaimeer, in Qatar. Nel novembre 2024, dopo sole quattro partite alla guida della squadra qatariota, fa ritorno allo Gżira Utd, da lui allenato in precedenza fra il 2019 e il 2020.

## Statistiche

### Presenze e reti nei club
| Stagione           | Squadra            | Campionato         | Campionato | Campionato | Coppe nazionali | Coppe nazionali | Coppe nazionali | Coppe continentali | Coppe continentali | Coppe continentali | Altre coppe | Altre coppe | Altre coppe | Totale | Totale |
| Stagione           | Squadra            | Comp               | Pres       | Reti       | Comp            | Pres            | Reti            | Comp               | Pres               | Reti               | Comp        | Pres        | Reti        | Pres   | Reti   |
| ------------------ | ------------------ | ------------------ | ---------- | ---------- | --------------- | --------------- | --------------- | ------------------ | ------------------ | ------------------ | ----------- | ----------- | ----------- | ------ | ------ |
| 1990-1991          | Reggina            | B                  | 24         | 2          | CI              | 1               | 0               |                    | -                  | -                  |             | -           | -           | 25     | 2      |
| 1991-1992          | Reggina            | C1                 | 22         | 2          | CI              | 1               | 0               |                    | -                  | -                  |             | -           | -           | 23     | 2      |
| 1992-1993          | Reggina            | C1                 | 28         | 2          |                 | -               | -               |                    | -                  | -                  |             | -           | -           | 28     | 2      |
| Totale Reggina     | Totale Reggina     | Totale Reggina     | 74         | 6          |                 | 2               | 0               |                    | -                  | -                  |             | -           | -           | 76     | 6      |
| 1993-1994          | Fiorentina         | B                  | 26         | 1          | CI              | 2               | 0               |                    | -                  | -                  |             | -           | -           | 28     | 1      |
| 1994-1995          | Fiorentina         | A                  | 21         | 1          | CI              | 3               | 0               |                    | -                  | -                  |             | -           | -           | 24     | 1      |
| Totale Fiorentina  | Totale Fiorentina  | Totale Fiorentina  | 47         | 2          |                 | 5               | 0               |                    | -                  | -                  |             | -           | -           | 52     | 2      |
| 1995-1996          | Foggia             | B                  | 35         | 2          | CI              | 1               | 0               |                    | -                  | -                  |             | -           | -           | 36     | 2      |
| 1996-1997          | Foggia             | B                  | 28         | 3          | CI              | 0               | 0               |                    | -                  | -                  |             | -           | -           | 28     | 3      |
| Totale Foggia      | Totale Foggia      | Totale Foggia      | 63         | 5          |                 | 1               | 0               |                    | -                  | -                  |             | -           | -           | 64     | 5      |
| 1997-1998          | Salernitana        | B                  | 35         | 3          | CI              | 2               | 0               |                    | -                  | -                  |             | -           | -           | 37     | 3      |
| giu.-ott. 1998     | Salernitana        | A                  | 5          | 0          | CI              | 2               | 0               |                    | -                  | -                  |             | -           | -           | 7      | 0      |
| Totale Salernitana | Totale Salernitana | Totale Salernitana | 40         | 3          |                 | 4               | 0               |                    | -                  | -                  |             | -           | -           | 44     | 3      |
| ott. 1998-1999     | Perugia            | A                  | 23         | 4          | CI              | 0               | 0               |                    | -                  | -                  |             | -           | -           | 23     | 4      |
| 1999-2000          | Perugia            | A                  | 26         | 0          | CI              | 2               | 0               |                    | -                  | -                  |             | -           | -           | 28     | 0      |
| 2000-2001          | Perugia            | A                  | 30         | 8          | CI              | 2               | 0               |                    | -                  | -                  |             | -           | -           | 32     | 8      |
| 2001-2002          | Perugia            | A                  | 31         | 7          | CI              | 2               | 0               |                    | -                  | -                  |             | -           | -           | 33     | 7      |
| 2002-2003          | Perugia            | A                  | 27         | 3          | CI              | 4               | 0               |                    | -                  | -                  |             | -           | -           | 41     | 3      |
| 2003-gen. 2004     | Perugia            | A                  | 17         | 2          | CI              | 1               | 0               | Int+CU             | 4                  | 0                  |             | -           | -           | 22     | 2      |
| Totale Perugia     | Totale Perugia     | Totale Perugia     | 154        | 24         |                 | 11              | 0               |                    | 4                  | 0                  |             | -           | -           | 169    | 24     |
| gen.-giu. 2004     | Genoa              | B                  | 19         | 0          | CI              | 0               | 0               |                    | -                  | -                  |             | -           | -           | 19     | 0      |
| 2004-2005          | Genoa              | B                  | 38         | 7          | CI              | 2               | 0               |                    | -                  | -                  |             | -           | -           | 40     | 7      |
| 2005-gen. 2006     | Genoa              | C1                 | 20         | 2          | CI-CIC          | 0               | 0               |                    | -                  | -                  |             | -           | -           | 20     | 2      |
| Totale Genoa       | Totale Genoa       | Totale Genoa       | 77         | 9          |                 | 2               | 0               |                    | -                  | -                  |             | -           | -           | 79     | 9      |
| gen.-giu. 2006     | Palermo            | A                  | 14         | 3          | CI              | 1               | 0               | CU                 | 4                  | 0                  |             | -           | -           | 19     | 3      |
| 2006-2007          | Palermo            | A                  | 26         | 3          | CI              | 2               | 0               | CU                 | 3                  | 1                  |             | -           | -           | 31     | 4      |
| 2007-2008          | Palermo            | A                  | 17         | 2          | CI              | 2               | 0               | CU                 | 2                  | 0                  |             | -           | -           | 21     | 2      |
| 2008-2009          | Palermo            | A                  | 17         | 1          | CI              | 0               | 0               |                    | -                  | -                  |             | -           | -           | 17     | 1      |
| 2009-2010          | Palermo            | A                  | 4          | 0          | CI              | 1               | 0               |                    | -                  | -                  |             | -           | -           | 5      | 0      |
| Totale Palermo     | Totale Palermo     | Totale Palermo     | 78         | 9          |                 | 6               | 0               |                    | 9                  | 1                  |             |             |             | 93     | 10     |
| Totale carriera    | Totale carriera    | Totale carriera    | 533        | 58         |                 | 30              | 0               |                    | 13                 | 1                  |             |             |             | 566    | 60     |

### Statistiche da allenatore
Statistiche aggiornate al 12 dicembre 2023.
| Stagione        | Squadra         | Campionato      | Campionato | Campionato | Campionato | Campionato | Coppe nazionali | Coppe nazionali | Coppe nazionali | Coppe nazionali | Coppe nazionali | Coppe continentali | Coppe continentali | Coppe continentali | Coppe continentali | Coppe continentali | Altre coppe | Altre coppe | Altre coppe | Altre coppe | Altre coppe | Totale | Totale | Totale | Totale | % Vittorie | Piazzamento       |
| Stagione        | Squadra         | Comp            | G          | V          | N          | P          | Comp            | G               | V               | N               | P               | Comp               | G                  | V                  | N                  | P                  | Comp        | G           | V           | N           | P           | G      | V      | N      | P      | %          | Piazzamento       |
| --------------- | --------------- | --------------- | ---------- | ---------- | ---------- | ---------- | --------------- | --------------- | --------------- | --------------- | --------------- | ------------------ | ------------------ | ------------------ | ------------------ | ------------------ | ----------- | ----------- | ----------- | ----------- | ----------- | ------ | ------ | ------ | ------ | ---------- | ----------------- |
| 2012-2013       | Foligno         | 2D              | 4          | 1          | 0          | 3          | CI-LP           | 2               | 0               | 1               | 1               | -                  | -                  | -                  | -                  | -                  | -           | -           | -           | -           | -           | 6      | 1      | 1      | 4      | 16,67      | Dimis.            |
| 2013-2014       | Floriana        | PL              | 3          | 3          | 0          | 0          | CM              | -               | -               | -               | -               | -                  | -                  | -                  | -                  | -                  | -           | -           | -           | -           | -           | 3      | 3      | 0      | 0      | 100,00&    | Sub., 7º          |
| 2014-2015       | Floriana        | PL              | 33         | 13         | 11         | 9          | CM              | 2               | 0               | 1               | 1               | -                  | -                  | -                  | -                  | -                  | -           | -           | -           | -           | -           | 35     | 13     | 12     | 10     | 37,14      | 5º                |
| 2015-2016       | Birkirkara      | PL              | 14         | 7          | 5          | 2          | CM              | 1               | 1               | 0               | 0               | UEL                | 4                  | 2                  | 1                  | 1                  | SM          | 1           | 0           | 0           | 1           | 20     | 10     | 6      | 4      | 50,00      | Dimis.            |
| 2015-2016       | Palermo         | A               | 3          | 0          | 2          | 1          | CI              | -               | -               | -               | -               | -                  | -                  | -                  | -                  | -                  | -           | -           | -           | -           | -           | 3      | 0      | 2      | 1      | &0,00      | Interim           |
| 2016-2017       | Floriana        | PL              | 33         | 15         | 9          | 9          | CM              | 5               | 5               | 0               | 0               | -                  | -                  | -                  | -                  | -                  | -           | -           | -           | -           | -           | 38     | 20     | 9      | 9      | 52,63      | 5º                |
| 2017-2018       | Floriana        | PL              | 12         | 6          | 5          | 1          | CM              | 1               | 0               | 0               | 1               | UEL                | 2                  | 0                  | 1                  | 1                  | SM          | -           | -           | -           | -           | 15     | 6      | 6      | 3      | 40,00      | Dimis.            |
| Totale Floriana | Totale Floriana | Totale Floriana | 81         | 37         | 25         | 19         |                 | 8               | 5               | 1               | 2               |                    | 2                  | 0                  | 1                  | 1                  |             | -           | -           | -           | -           | 91     | 42     | 27     | 22     | 46,15      |                   |
| 2018-2019       | Ħamrun Spartans | PL              | 26         | 12         | 10         | 4          | CM              | 2               | 1               | 0               | 1               | -                  | -                  | -                  | -                  | -                  | -           | -           | -           | -           | -           | 28     | 13     | 10     | 5      | 46,43      | 4º                |
| 2019-2020       | Gżira Utd       | PL              | 15         | 8          | 4          | 3          | CM              | 1               | 0               | 0               | 1               | UEL                | 4                  | 1                  | 1                  | 2                  | -           | -           | -           | -           | -           | 20     | 9      | 5      | 6      | 45,00      | Eson.             |
| 2019-2020       | Valletta        | PL              | 2          | 1          | 0          | 1          | CM              | 1               | 1               | 0               | 0               | -                  | -                  | -                  | -                  | -                  | -           | -           | -           | -           | -           | 3      | 2      | 0      | 1      | 66,67      | Sub., 2º          |
| 2020-2021       | Al-Bataeh       | D1              | -          | -          | -          | -          | CEA             | 3               | 2               | 1               | 0               | -                  | -                  | -                  | -                  | -                  | -           | -           | -           | -           | -           | 3      | 2      | 1      | 0      | 66,67      | Dimis.            |
| 2020-2021       | Sirens          | PL              | 14         | 5          | 4          | 5          | CM              | -               | -               | -               | -               | -                  | -                  | -                  | -                  | -                  | -           | -           | -           | -           | -           | 14     | 5      | 4      | 5      | 35,71      | Sub., 9º          |
| 2021-2022       | St. Lucia       | PL              | 12         | 4          | 4          | 4          | CM              | 4               | 3               | 0               | 1               | -                  | -                  | -                  | -                  | -                  | -           | -           | -           | -           | -           | 16     | 7      | 4      | 5      | 43,75      | Sub., 11º (retr.) |
| 2022-2023       | Birkirkara      | PL              | 26         | 14         | 8          | 4          | CM              | 5               | 5               | 0               | 0               | -                  | -                  | -                  | -                  | -                  | -           | -           | -           | -           | -           | 31     | 19     | 8      | 4      | 61,29      | 2°                |
| lug.-nov. 2023  | Birkirkara      | PL              | 9          | 4          | 1          | 4          | CM              | 0               | 0               | 0               | 0               | ECL                | 2                  | 0                  | 1                  | 1                  | -           | -           | -           | -           | -           | 11     | 4      | 2      | 4      | 36,36      | Dimis.            |
| lug. nov.-2024  | Al-Mesaimeer    | SD              | 4          | 0          | 3          | 1          | CQ              | 0               | 0               | 0               | 0               | -                  | -                  | -                  | -                  | -                  | -           | -           | -           | -           | -           | 4      | 0      | 3      | 1      | &0,00      |                   |
| nov. 2024-2025  | Gżira Utd       | PL              | 3          | 1          | 2          | 0          | CM              | 0               | 0               | 0               | 0               | -                  | -                  | -                  | -                  | -                  | -           | -           | -           | -           | -           | 3      | 1      | 2      | 0      | 33,33      | Sub               |
| Totale carriera | Totale carriera | Totale carriera | 213        | 91         | 68         | 50         |                 | 27              | 18              | 3               | 6               |                    | 12                 | 3                  | 4                  | 5                  |             | 1           | 0           | 0           | 1           | 249    | 103    | 74     | 62     | 41,37      |                   |

## Palmarès

### Giocatore

#### Competizioni nazionali
- Campionato italiano di Serie B: 2

Fiorentina: 1993-1994
Salernitana: 1997-1998

#### Competizioni internazionali
- Coppa Intertoto UEFA: 1

Perugia: 2003

### Allenatore
- Coppa di Malta: 2

Floriana: 2016-2017
Birkirkara: 2022-2023